# Keystone XLB-3
Le Keystone XLB-3 est un prototype de bombardier américain développé dans les années 1920.